# José Manuel Gallegos Rocafull
José Manuel Gallegos Rocafull (Cádiz, 21 de agosto de 1895 - México, 12 de junio de 1963) fue un eclesiástico español, canónigo de la catedral de Córdoba, teólogo y filósofo.

## Biografía
Curso los estudios de Bachillerato en el Instituto General y Técnico de Sevilla y después en el Seminario Conciliar. Al terminar su formación académica básica, se incorporó al Seminario Conciliar de Madrid para continuar su formación religiosa, acudiendo a la Universidad Pontificia de Toledo donde se licenció en Teología en 1920. Se doctoraría más tarde en la Universidad Pontificia de Sevilla.
Siendo capellán de las Adoratrices de Madrid, obtuvo la licenciatura en Filosofía y letras por la Universidad Central. En 1921 fue nombrado canónigo de la catedral de Granada, desde donde desarrolló, junto con el obispado, una intensa labor en los proyectos de construcción y equipamiento de viviendas sociales.
Residiendo en la Casa Conciliar de Madrid, conoció a quién sería una figura clave de la Transición Española en el último cuarto del siglo XX, el futuro cardenal, Vicente Enrique y Tarancón.
Al estallido de la guerra civil española, residía en Madrid, recién doctorado en Filosofía y Letras bajo la dirección de José Ortega y Gasset. Miembro de Acción Católica, no dudo en mantenerse leal al gobierno de la Segunda República y rápidamente inició una notable labor de defensa de la legalidad frente a los sublevados.
Inició varias conferencias en el exterior, fundamentalmente en Bélgica y Francia en apoyo de la legalidad republicana, aunque se trató de acallar su voz a través del cardenal Primado de España quien solicitó y obtuvo de la Santa Sede la prohibición expresa de defender a los republicanos. En París se unió a las ediciones de Esprit, órgano de comunicación de la izquierda católica francesa. Destacó en los tres años de la guerra el combate que realizó sobre el concepto de Cruzada y Guerra Santa que los sublevados sostenían para justificar sus actuaciones en la guerra española. También criticó el asesinato de religiosos, pero defendió la inocencia del Frente Popular y el gobierno republicano de aquellos crímenes, que atribuyó siempre a reacciones populares incontroladas durante los primeros meses de la guerra:

Cuando al ver las violencias cometidas en contra de personas u objetos consagrados al culto, se obstinan en atribuir al Gobierno del Frente Popular una política deliberadamente persecutiva, parece que se olvidan que en el País Vasco, donde el entusiasmo al luchar contra los rebeldes es incomparable, sin embargo, los curas y religiosos gozan del respeto y de la libertad más absolutos, y el culto se prosigue con la asiduidad y la devoción que son allí tradicionales ...
Diario ABC, Madrid, edición de 5 de febrero de 1937

Ese mismo año (1937) fue suspendido a divinis por el obispo Adolfo Pérez Muñoz. En 1938 se exilió en México, donde asentó su vida definitivamente. Bien acogido por las autoridades del país, fue catedrático de Filosofía de la Universidad Nacional Autónoma, en la Universidad Michoacana de San Nicolás de Hidalgo y en la Universidad Iberoamericana. Para la primera tradujo en 1944 las Obras completas de Lucio Anneo Séneca. Por mediación de la iglesia mexicana, se levantó la suspensión a divinis, y al mismo tiempo que profesor, fue un destacado capellán de la iglesia de la Coronación hasta su muerte.

## Obras destacables
- Una causa justa. Los obreros en los campos andaluces, 1929.
- El misterio de Jesús. Ensayo de cristología bíblica, 1931 (Tesis doctoral en Teología)
- El orden social según la doctrina de Sto. Tomás de Aquino, 1935.
- Obra de San Juan de la Cruz, 1942.
- La nueva criatura. Humanismo a lo divino, 1943.
- La allendidad cristiana, 1943.
- Trad. de Lucio Anneo Séneca, Obras completas, México, UNAM, 1944 (vol. I) y 1945 (vol. II).
- Trad. de Lucio Anneo Séneca, Cartas morales México: FCE, 1951-1953, 2 vols.
- El don de Dios. La gran aventura humana, 1944.
- Aprecio y distribución de las riquezas, 1944.
- Personas y masas. En torno al problema de nuestro tiempo, 1944.
- La doctrina del padre Francisco Suárez, 1948.
- La visión cristiana del mundo económico, 1959.
- La pequeña Grey. ISBN 978-84-8307-763-4 (primera edición en 2005).
- Introducció.La Sagrada Biblia Libreros Mexicanos Unidos S. A. México: 1955.